# Riet van de Louw-van Boxtel
Riet van de Louw-van Boxtel (Goirle, 24 januari 1933 – aldaar, 11 mei 2015), was een Nederlands beeldhouwster. Ze maakte vooral figuurvoorstellingen in brons en klei. Haar beeld ter erkenning van de Duitse goede soldaat Karl-Heinz Rosch veroorzaakte in 2008 veel beroering.

## Biografie
Ze werd geboren in de Fabrieksstraat, waar ze later met haar man en kinderen ook een groot aantal jaren woonde. Ze stamt uit een gezin van elf kinderen. Haar broer Jan groeide in Canada uit tot een bekend beeldhouwer onder de naam John Boxtel.

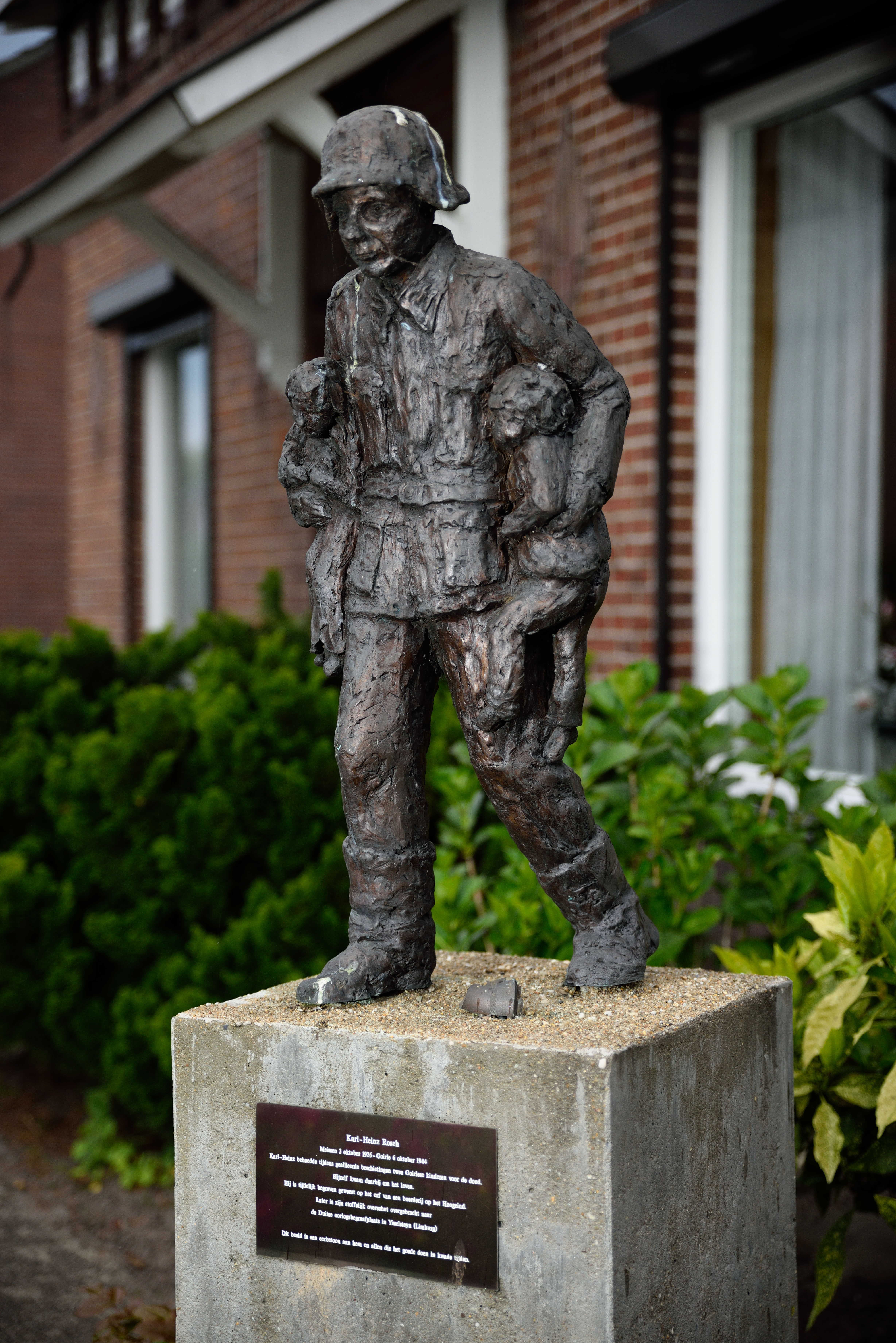
Monument voor Karl-Heinz Rosch in Riel

Ze is op latere leeftijd begonnen met beeldhouwen, toen de kinderen groter werden. In het wijkcentrum De Wildacker werkte ze voor het eerst met klei en merkte ze dat ze er aanleg voor had. Stimulans kreeg ze door aanmoedigingen van anderen, zoals van beeldhouwer Niko de Wit. Beeldhouwers die haar aanspraken waren bijvoorbeeld Charlotte van Pallandt en Alberto Giacometti. Een beeld van een moeder met twee kinderen van Käthe Kollwitz inspireerde haar tot het maken van haar versie ervan. Ze is vooral bekend vanwege haar figuurvoorstellingen in brons en klei.
Werken van haar staan op verschillende plaatsen in Nederland, de Verenigde Staten en Polen. In Goirle zelf staan onder meer Christus corpus (Emmauskapel) en Maria met kind (Sint Jan), en ze maakte een klein herdenkingsmonument voor vroeggestorven en doodgeboren kinderen op de begraafplaats van de laatstgenoemde kerk.
In 2008 kwam ze landelijk in het nieuws en in de jaarlijkse editie van Het aanzien van .... Toen werd het beeld in klei Monument voor Karl-Heinz Rosch in Riel onthuld, dat een goede Duitse soldaat uitbeeldt. Rosch was in 1944 zeventien jaar toen hij in de oorlog het leven verloor terwijl hij twee kinderen het leven redde. Haar sprak de beeltenis aan tussen half zwart / half wit en half goed / half niet goed, zoals ze die ook eens had ervaren toen ze een monument op het graf van oud-Sovjet-leider Nikita Chroesjtsjov zag.
Riet van de Louw-van Boxtel overleed op 11 mei 2015 in Goirle. Ze werd 82 jaar oud.
- RKD-Nederlands Instituut voor Kunstgeschiedenis: 366056